# St. Jakobshalle

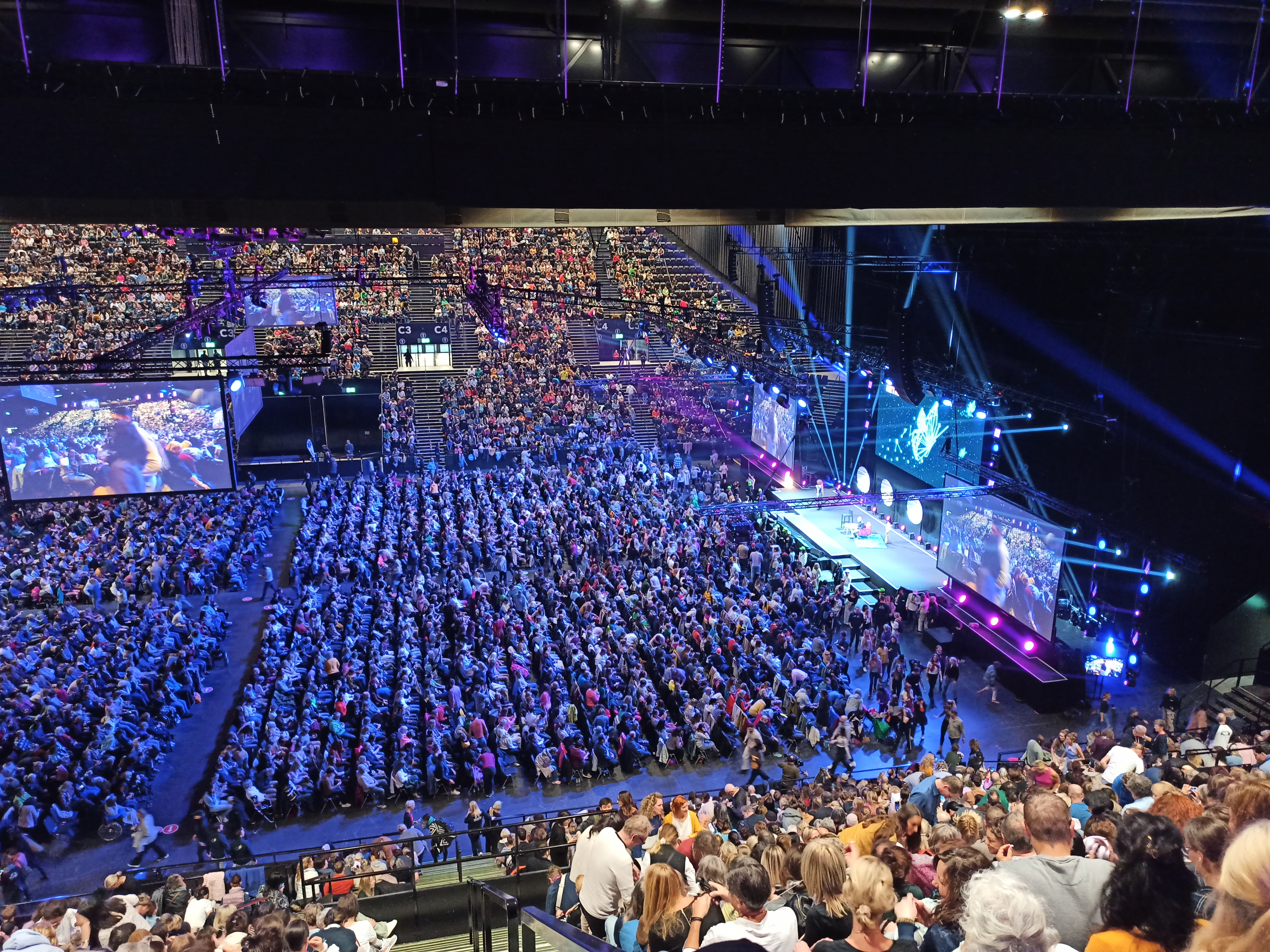
Insidan av arenan i november 2023, fem år efter att dess renovering hade blivit färdigställd.

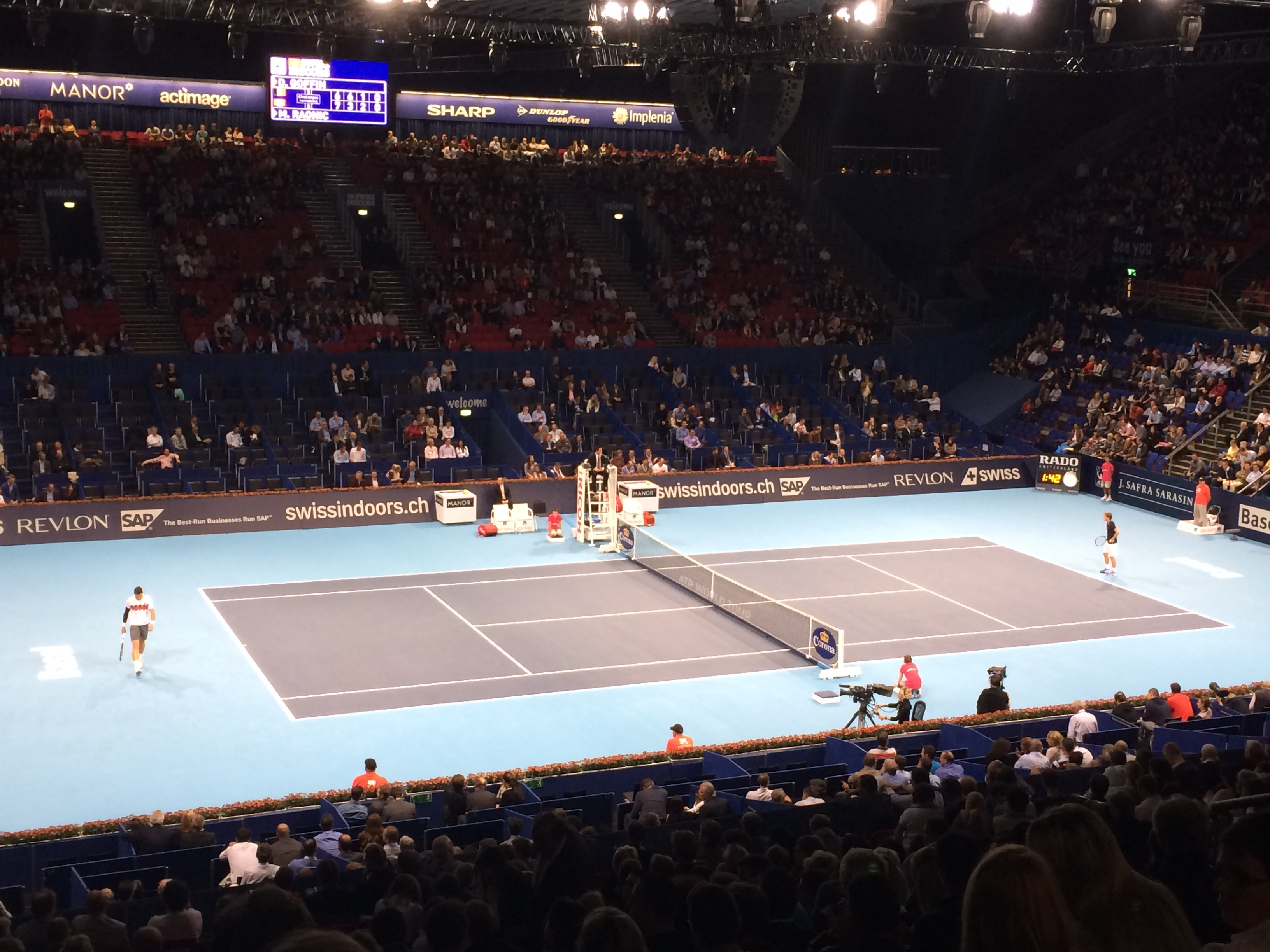
Arenan under 2014 års Swiss Indoors, cirka ett år innan renoveringen påbörjades.

St. Jakobshalle, av lokalbor även känd som Joggelihalle, är en mångsidig inomhusarena belägen i den schweiziska förortskommunen Münchenstein, cirka fyra kilometer sydost om landets tredje största stad Basel. Byggstarten av denna arena satte igång den 19 april 1971 och höll på ända fram till år 1975, med officiell invigning först den 26 september 1976. Mellan åren 2015 och 2018 genomgick arenan, som ligger cirka hundra meter från fotbollsarenan St. Jakob-Park, en stor och omfattande renovering, vilket gjorde att dess kapacitet vid ståplatser utvidgades och gick från max 9 000 personer till 12 400 personer. Arenans sittplatskapacitet beräknas till 8 000 personer.
Arenan har sedan invigningen 1976 använts för ett antal evenemang genom årens lopp, bland annat för den återkommande tennisturneringen Swiss Indoors, som endast är avsedd för manliga tennisspelare. Bland de senaste evenemangen märks också Eurovision Song Contest 2025, som arenan stod värd för efter att artisten Nemo hade vunnit föregående års tävling i Malmö, med bidraget "The Code".